# Obervogteiamt Pfullendorf
Das Obervogteiamt Pfullendorf war in napoleonischer Zeit eine Verwaltungseinheit im Südosten des Landes Baden. Es bestand von 1803 bis 1810.

## Geschichte
Zu Zeiten des Heiligen Römischen Reiches hatte das zwischen dem Nordufer des Bodensees und dem Oberlauf der Donau gelegene Pfullendorf den Status einer freien Reichsstadt inne, deren Herrschaftsgebiet auch einige weitere Orte der nähereren Umgebung umfasste. Infolge des Reichsdeputationshauptschlusses 1803 wurde sie mediatisiert und der badischen Landeshoheit unterstellt. Dessen Regierung ordnete es zunächst der Obervogtei Überlingen zu, errichtete aber bereits kurz darauf eine eigenständige Obervogtei Pfullendorf. Sie wurde gegliedert in eine Ratsvogtei, für die Stadt an sich, und ein davon getrenntes Amt für die Dörfer des Umlandes. Im Sommer 1807 wurde die Obervogtei aufgelöst, das Obervogteiamt, dem noch Linz und der grundherrschaftliche Ort Worndorf zugeteilt wurden, unterstand nun direkt der übergeordneten Provinzverwaltung. Im Dezember 1807 wurden ihm die standesherrschaftlichen Ämter Meßkirch und ein Teil von Heiligenberg unterstellt. In Umsetzung des Novemberedikts von 1809 entstand Anfang 1810 aus dem Obervogteiamt das, aufgrund seiner geringen Einwohnerzahl, zunächst als Stabsamt eingestufte Amt Pfullendorf.

## Orte und Einwohnerzahlen
1804 wurde für das Amt von 718 Einwohnern berichtet. Sie verteilten sich auf diese Orte:
- Altlichtenegg: 9
- Illmensee: 158
- Krumbach: 36
- Großstadelhofen: 98
- Kleinstadelhofen, mit Furtmühle: 65
- Neulichtenegg: 21
- Sylvenstal: 50
- Waldbeuren: 99
- Wattenreute: 84
- Zell am Andelsbach: 98

In der Stadt Pfullendorf lebten zu diesem Zeitpunkt 1394 Menschen.
Denkingen, Ebratsweiler und Sohl waren zunächst ebenfalls Pfullendorf zugeteilt worden, wurden aber bereits im Frühjahr 1804 zum Obervogteiamt Überlingen umgesetzt.

## Leiter der Verwaltung
Mit der Leitung, zunächst als Obervogteiverweser und dem Titel Regierungsrat, wurde Kasimir Walchner beauftragt, der zuvor das  Amt Bohlingen geleitet hatte.

## Übergeordnete Verwaltungseinheiten
Im Rahmen der Verwaltungsstruktur des Landes wurde die Obervogtei zunächst dem Oberen Fürstentum am Bodensee mit Sitz in Meersburg zugeordnet. Ab 1807 war die Provinz des Oberrheins, auch Badische Landgrafschaft genannt, mit Sitz in Freiburg im Breisgau zuständig.

## Weitere Entwicklung
Aus dem Amt Pfullendorf entstand 1813 das Bezirksamt Pfullendorf. Es wurde 1936 aufgelöst und dem Bezirksamt Überlingen zugeteilt. Aus diesem entstand 1939 der Landkreis Überlingen. Bei der Kreisreform 1973 kamen Pfullendorf und Umgebung zum Landkreis Sigmaringen.